# Gold (film, 2016)
Pour les articles homonymes, voir Gold.
Pour plus de détails, voir Fiche technique et Distribution.
Gold, ou Or au Québec et au Nouveau-Brunswick, est un film américain réalisé par Stephen Gaghan, sorti en 2016. Il revient sur le scandale de la mine d'or de Bre-X Busang.

## Synopsis
Kenny Wells, un homme peu chanceux en affaires, décide de faire équipe avec le géologue Michael Acosta pour trouver de l'or dans la jungle indonésienne, à Bornéo.

## Fiche technique
Sauf indication contraire, les informations mentionnées dans cette section peuvent être confirmées par la base de données cinématographiques IMDb,  présente dans la section « Liens externes ».
- Titre original et français : Gold
- Titre québécois : Or[1]
- Réalisation : Stephen Gaghan
- Scénario : Patrick Massett et John Zinman
- Musique : Daniel Pemberton
- Direction artistique : Peter Rogness
- Décors : Maria Djurkovic
- Costumes : Danny Glicker
- Photographie : Robert Elswit
- Montage : Douglas Crise
- Production : Michael Nozik et Teddy Schwarzman
  - Production déléguée : Paul Haggis, Richard Middleton et Ben Stillman
  - Coproduction : Chris Lowenstein
- Sociétés de production : Black Bear Pictures, Highway 61 et Living Films
- Sociétés de distribution : TWC-Dimension (États-Unis), Studiocanal (France)
- Budget : 30 millions de dollars
- Pays d'origine :  États-Unis
- Langue originale : anglais
- Format : couleur - 2,35:1 - 35 mm
- Genre : drame, thriller
- Durée : 121 minutes
- Dates de sortie[2] : 
  - États-Unis : 30 décembre 2016 (sortie limitée)
  - États-Unis, Canada : 27 janvier 2017
  - France : 19 avril 2017

## Distribution
- Matthew McConaughey (VF : Bruno Choël ; VQ : Daniel Picard) : Kenny Wells
- Édgar Ramírez (VF : Anatole de Bodinat ; VQ : Patrice Dubois) : Michael Acosta
- Bryce Dallas Howard (VF : Barbara Beretta ; VQ : Mélanie Laberge) : Kay
- Corey Stoll (VF : Eric Aubrahn ; VQ : Patrick Chouinard) : Brian Woolf
- Toby Kebbell (VF : Thibaut Lacour ; VQ : Jean-François Beaupré) : Jennings
- Adam LeFevre (VF : Achille Orsoni ; VQ : Stéphane Rivard) : Bobby Burns
- Macon Blair (VQ : Adrien Bletton) : Connie Wright
- Bruce Greenwood (VF : Bernard Lanneau ; VQ : Mario Desmarais) : Mark Hancock
- Stacy Keach (VF : Bernard Tiphaine ; VQ : Aubert Pallascio) : Clive Coleman
- Bill Camp (VF : Hervé Jolly ; VQ : Marc Bellier) : Hollis Dresher
- Craig T. Nelson (VQ : Jean-Marie Moncelet) : Père de Kenny
- Joshua Harto (VF : Bruno Magne) : Lloyd Stanton
- Timothy Simons (VQ : Christian Perrault) : Jackson
- Rachael Taylor (VF : Hélène Bizot ; VQ : Éveline Gélinas) : Rachel Hill
- Michael Landes (VF : Jonathan Benhamou) : Binkert

 Source et légende : version québécoise (VQ) sur Doublage.qc.ca

## Production

### Tournage
Le tournage débute le 29 juin 2015 en Thaïlande. En août, l'équipe se rend au Nouveau-Mexique. Courant octobre, des scènes sont tournées à New York, notamment à Manhattan.

## Distinctions

### Nominations
- Golden Globe de la meilleure chanson originale pour la chanson Gold
- Saturn Award du meilleur film d'action ou d'aventure
  - Saturn Award du meilleur acteur pour Matthew McConaughey
  - Saturn Award de la meilleure actrice dans un second rôle pour Bryce Dallas Howard